# Стефан Гольм
Стефан Гольм  (швед. Stefan Holm, 25 травня 1976) — шведський легкоатлет, олімпійський чемпіон.
Особисті рекорди: 237 см просто неба, 240 см у приміщенні.

## Виступи на Олімпіадах
| Олімпіада   | Дисципліна       | Місце |
| ----------- | ---------------- | ----- |
| Сідней 2000 | стрибки у висоту | 4     |
| Афіни 2004  | стрибки у висоту | 1     |
| Пекін 2008  | стрибки у висоту | 4     |